# Avrainville (Essonne)
Avrainville is een gemeente in het Franse departement Essonne (regio Île-de-France) en telt 675 inwoners (2005). De plaats maakt deel uit van het arrondissement Palaiseau.

## Geografie
De oppervlakte van Avrainville bedraagt 9,1 km², de bevolkingsdichtheid is 74,2 inwoners per km².
De onderstaande kaart toont de ligging van Avrainville (Essonne) met de belangrijkste infrastructuur en aangrenzende gemeenten.

## Demografie
Onderstaande figuur toont het verloop van het inwonertal (bron: INSEE-tellingen).